# Mougnoupélé
Mougnoupélé est une commune rurale située dans le département de Koper de la province de l'Ioba dans la région Sud-Ouest au Burkina Faso.

## Géographie
Mougnoupélé se trouve à 4 km au nord-est de Koper et à environ 20 km à l'est de Dano, le chef-lieu provincial.

## Santé et éducation
Le centre de soins le plus proche de Mougnoupélé est le centre de santé et de promotion sociale (CSPS) de Mémer tandis que le centre médical avec antenne chirurgicale (CMA) de la province se trouve à Dano.